# Gerdt Benningk
Gerdt Benningk (geb. vor 1601; gest. nach 1643) war ein Stück- und Glockengießer, der in der ersten Hälfte des 17. Jahrhunderts in Danzig tätig war.

## Lübeck
Über die Lebensumstände Gerdt Benningks ist wenig bekannt. Er ist für den Zeitraum von 1601 bis 1643 in Danzig als Gießer nachgewiesen. Seine in der Literatur vermutete Zugehörigkeit zu der in Hamburg und Lübeck tätigen Glockengießerfamilie Benningk ist bislang nicht geklärt.

## Stückguß
Eine Kanone in der Sammlung des Berliner Zeughauses, die 1617 entstanden und mit G. Benninck signiert war, wurde ihm zugerechnet.

## Glocken

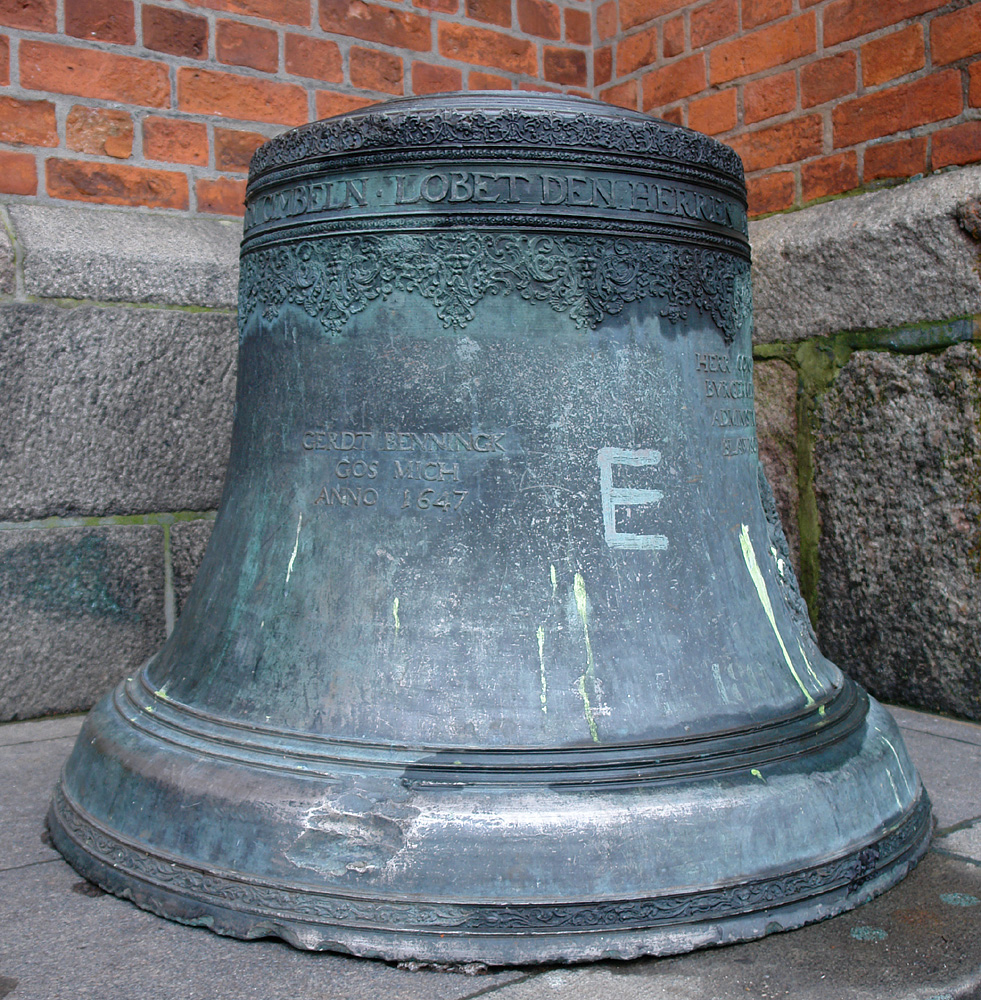
Vor der Petrikirche in Lübeck (2009) abgestellte Glocke Gerdt Benningks aus dem Jahr 1647

Zahlreiche Glocken sind von Gerdt Benningk in Danzig und Umgebung bekannt. Einige davon gelangten auch durch die Wirren des Zweiten Weltkriegs in der Mitte des 20. Jahrhunderts in den Westen Deutschlands und konnten zum Teil auf dem Glockenfriedhof in Hamburg dem Einschmelzen für Rüstungszwecke entgehen und so gerettet werden.
Beispielsweise die beiden vor dem Hauptportal der Lübecker Petrikirche stehenden Glocken gehörten ursprünglich Danziger Kirchen und waren im Zweiten Weltkrieg zur Rohstoffgewinnung auf den Hamburger Glockenfriedhof gekommen und dem Einschmelzen entgangen. Nach 1945 wurden sie nach Lübeck gebracht, weil hier viele Flüchtlinge aus Danzig eine neue Heimat gefunden hatten. Die zuletzt diskutierte Restitution scheitert derzeit nicht an der Haltung der Lübecker Gremien, sondern an einer ausstehenden grundsätzlichen Einigung der Union Evangelischer Kirchen in Berlin, die als Rechtsnachfolgerin der Evangelischen Kirche der Altpreußischen Union durch Beschluss des Kammergerichts Berlin vom 22. September 1970 für alle Vermögensangelegenheiten ehemaliger preußischer evangelischer Kirchengemeinden östlich der polnisch-deutschen Staatsgrenze für zuständig erklärt worden ist, soweit es sich um bewegliche Vermögensstücke handelt, die sich nach dem 8. Mai 1945 auf deutschem Staatsgebiet befanden, mit den zuständigen Stellen in Polen.
Für die Katholische Pfarrkirche S. Stanislaus in Schulitz, Landkreis Bromberg, goss er zwei Glocken, die erste 1601 (100 cm Durchmesser) und eine weitere 1639 (80 cm Durchmesser). In Byschewo schuf er im Jahr 1604 eine Glocke (69 cm Durchmesser). Die Inschrift lautet: Mit Gottes Hülfe gos mich Gerdt. Benningk zu Danzich. Für die Nachbargemeinde Fordon kennzeichnete er eine Glocke mit: Divino auxilio fudit me Gerhardus Benningk Gedani Eine identische Inschrift findet sich auch auf einer Glocke aus dem Jahr 1614 Runowo (Kreis Wirsitz). Ebenfalls in diesem Kreis fertigte er eine Glocke für das Dorf Zabatowo, wobei die Inschrift fast identisch mit jener in Byschewo  aus dem Jahr 1604 ist und ebendieses Jahr zeigt.
Eine 1606 von Benningk gegossene Glocke aus der Kirche von Groß-Plauth (im Raum Danzig) befindet sich seit 1951 in der Evangelischen Kirche von Medebach im Sauerland.
Bekannt ist weiter eine 1647 gegossene Glocke aus der Kirche von Zuckau in Westpreußen mit den Inschriften Divino auxilio fudit me Gerhardus Benningk (Mit göttlicher Hilfe goss mich Gerhard Benningk) und Sj deus pro nobis, quis contra nos (Ist Gott für uns, wer ist gegen uns).